# Walter Siti

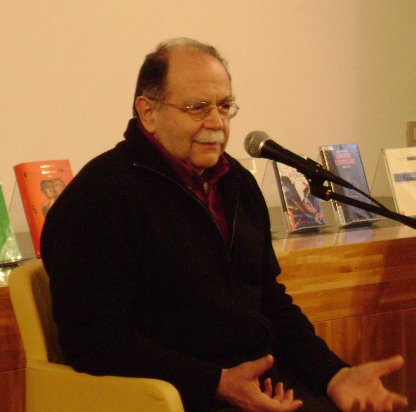
Walter Siti (2008)

Walter Siti (geboren 20. Mai 1947 in Modena) ist ein italienischer Schriftsteller und Literaturkritiker.

## Leben
Walter Siti absolvierte ein Studium an der Scuola Normale Superiore. Er arbeitete an den Universitäten Pisa, Cosenza und L’Aquila. Er publizierte Essays über Eugenio Montale und Sandro Penna und war Kurator für Pier Paolo Pasolinis literarische  Gesamtausgabe. Er veröffentlichte zwei Bände mit Literaturkritiken. Siti schreibt Feuilletons in der Zeitung La Stampa und moderiert Literatursendungen im Fernsehen der RAI.  
Siti schrieb 1994 seinen ersten Roman. Im Jahr 2007 war er auf der Shortlist des Premio Bergamo, 2009 erhielt er den Premio Stephen Dedalus. Er erhielt 2013 für Resistere non serve a niente einen Premio Mondello und  den Premio Strega. Der 2017 veröffentlichte Roman Bruciare tutto über einen pädophilen Priester wurde kontrovers aufgenommen. Für Contro l’impegno wurde Siti 2021 mit dem Premio Viareggio in der Kategorie „Essay/Sachliteratur“ ausgezeichnet.

## Werke (Auswahl)
- Saggio sull'endecasillabo di Pasolini. in: Paragone : Rivista mensile di arte figurativa e letteratura. Florenz : Sansoni, 1972, S. 39–61
- Il realismo dell'avanguardia. Turin : Einaudi, 1975
- Il neorealismo nella poesia italiana. 1941-1956. Turin : Einaudi, 1980
- Scuola di nudo. Turin : Einaudi, 1994 ISBN 88-06-13555-4
- Un dolore normale. Turin : Einaudi, 1999 ISBN 88-06-14974-1
- La magnifica merce. Turin : Einaudi, 2004 ISBN 88-06-16975-0
- Troppi paradisi. Turin : Einaudi, 2006 ISBN 88-06-17799-0
- Il contagio. Mailand : Mondadori, 2008 ISBN 978-88-04-57950-2
- Il canto del diavolo. Mailand : Rizzoli, 2009 ISBN 978-88-17-03039-7
- Autopsia dell'ossessione. Mailand : Mondadori, 2010 ISBN 978-88-04-59542-7
- Resistere non serve a niente. Mailand : Rizzoli, 2012 ISBN 978-88-17-05846-9
- Il realismo è l'impossibile. Rom : Nottetempo, 2013 ISBN 978-88-7452-396-2
- Exit strategy. Mailand : Rizzoli, 2014 ISBN 978-88-17-07243-4
- La voce verticale. 52 liriche per un anno.Mailand : Rizzoli, 2015
- Bruciare tutto. Mailand : Rizzoli, 2017 ISBN 978-88-17-09354-5